# Tchumuská krize
Tchumuská krize (čínsky pchin-jinem Tŭmù zhī Bìan, znaky zjednodušené 土木之变, tradiční 土木之變) nebo bitva u pevnosti Tchu-mu (čínsky pchin-jinem Tǔmù zhī Yì, znaky 土木之役) byl pohraniční konflikt mezi ojratskými Mongoly a říší Ming, který 1. září 1449 vyústil v drtivou porážku půlmilionové mingské armády mnohem slabšími Mongoly, kteří v bitvě zajali mingského císaře Jing-cunga. Tento výsledek, jeden z největších vojenských neúspěchů za tři staletí existence říše Ming, byl způsoben výjimečně špatným vedením mingské armády.

## Před krizí

### Obrana severovýchodu ve 30. a 40. letech 15. století
Stav obrany severních hranic čínské říše Ming se po smrti císaře Jung-leho roku 1424 postupně zhoršoval, stížnosti generálů na nedostatek prostředků nebyly vyslyšeny. V letech 1435 a 1438 sice došlo k posílení některých posádek, celková situace se však nezměnila. Ve vnitrozemí z teoretických 2,5 miliónů vojáků v posádkách wej-suo vykonávala své povinnosti jen polovina. Vojenské rolníky si důstojníci vesměs zprivatizovali, proto zásobování pohraničních armád záviselo na dodávkách obilí z vnitrozemí, obvykle nedostatečném. Klesala kvalita výcviku i výzbroje a výstroje. Pekingská posádka byla využívána při výstavbě někdy obranných postavení, častěji však paláců, chrámů, či soukromých obydlí důstojníků či eunuchů císařského paláce.
Obrana severu byla po opuštění předsunutých posádek ve stepích dnešního vnitřního Mongolska soustředěna na hranici mezi Čínou a stepí. Velká zeď však ještě nestála a mezi opevněnými městy hranici střežily pouze hlídky. Obrana severovýchodu se opírala o tři opevněná města, Süan-fu, Ta-tchung a Peking, přičemž opevnění Pekingu bylo dokončeno teprve roku 1445. V Süan-fu sloužilo 90 tisíc vojáků – 35 tisíc připravených k boji a 55 tisíc ve výcviku; v tom bylo 25 tisíc jezdců; vojáci disponovali devíti tisíci střelných zbraní různých druhů a ještě 90 tisíci ručních raket. V Ta-tchungu bylo jezdectvo silnější, s 35 tisíci koní. Za nimi v Pekingu sloužilo 160 tisíc mužů. Rezervu tvořily posádky rozmístěné v severovýchodní Číně (v Pej Č’-li, Šan-tungu a Che-nanu).
Podle plánů měly hlídkové prapory na hranicích zadržet nepřítele, dokud nedorazí hlavní síly. Ale protože Süan-fu bylo jen 180 km od Pekingu, obranný systém neměl hloubku a předpokládal rychlou a rozhodnou reakci na útok.

### Čínsko-mongolské vztahy ve 40. letech 15. století
Mongolové byli rozděleni mezi Urianchajce na jihovýchodě, východní Mongoly (či Tatary) na východě a Ojraty na západě. Poté, co vůdce východních Mongolů Arughtaj padl roku 1434 v bitvě s Ojraty, získali tito mocenskou převahu v Mongolsku a jejich náčelník Toghon oženil svou dceru s mladým chánem (východních) Mongolů. Po Toghonově smrti 1440 zdědil jeho syn Esen titul tajši a vládu nad Mongolskem, Esen byl ambicióznější, v letech 1443 a 1445 zaútočil na Chami a roku 1448 si ho podřídil. Pokoušel se také přetáhnout mongolské oddíly mingské armády v západním Kan-su. Na východě jeho moc dosahovala až k hranicím Koreje. V Pekingu ho oponenti Wang Čena (eunucha a ve 40. letech nejvlivnější osoby na císařském dvoře) považovali za hrozbu.
Mongolové měli ve vztahu s Čínou zájem hlavně na svobodném obchodu, zejména na výměně koní za čaj, hedvábí a luxusní zboží. Mingská vláda obchod omezovala a regulovala, soustředila ho do několika pohraničních měst, hlavně Ta-tchungu. S postupujícím růstem moci Esena rostla i jeho potřeba zboží. Koncem 40. let proto Mongolové přicházeli do Ta-tchungu ve velkých počtech, až dva tisíce ročně. Tolik ozbrojených jezdců představovalo pro mingské úřady vážný bezpečnostní problém. Mingské protesty proti příliš velkému množství přicházejících Mongolů prudce zhoršily vzájemné vztahy. Nakonec byli Mongolové roku 1449 odmítnuti a dostali jen pětinu požadovaného zboží. Rozhodli se vzít si ho silou. Bezprostřední záminkou k válce bylo odmítnutí Esenovy žádosti o císařskou princeznu pro jeho syna.

## Krize

### Mongolská invaze
V červenci 1449 Esen zahájil rozsáhlou invazi do Číny. Mongolové postupovali ve třech směrech. Na východě chán Togto Buka s Urianchajci zaútočil na Liao-tung. Druhá mongolská armáda vytáhla na Süan-fu a třetí, v čele s Esenem, postupovala na Ta-tchung. Cílem tažení bylo dobytí opevněných měst Süan-fu a Ta-tchungu, čímž by Mongolové získali volný přístup na sever Číny.
Zpráva o nájezdu přišla do Pekingu 20. července. Císař neprodleně rozkázal čtyřem generálům a 45 tisícům vojáků pekingské posádky postoupit do Ta-tchungu a Süan-fu a strážit hranici. Dne 30. července došla do Pekingu zpráva, že Esen zaútočil na Ta-tchung. Císař Jing-cung bez konzultací s ministry 1. srpna přikázal zmobilizovat pekingskou posádku a prohlásil, že osobně povede trestnou výpravu.
Jing-cung byl znám oblibou vojenských přehlídek, které pro něj organizoval Wang Čen. Jeho sebedůvěru posílily i nedávné úspěchy mingských vojsk v lučchuan-pchingmienských válkách a při potlačení povstání Teng Mao-čchiho. Navíc všichni dosavadní mingští císaři (kromě Ťien-wena) osobně vedli armády do boje. Takže to byl Wang Čen, kdo vyzýval k následování precedentů, když podpořil císařovo rozhodnutí.
Prvními, kdo protestovali, byli ministr vojenství Kchuang Jie a jeho náměstek Jü Čchien. Účast panovníka na trestné expedici považovali za nepřijatelně riskantní dobrodružství. I jiní se pokoušeli odvrátit císaře od účasti na tažení. Jménem nesouhlasících úředníků ministr státní správy Wang Č’ v memorandu císaře přesvědčoval, že pro nebezpečí války jsou určeni důstojníci, kdežto hlava dynastie a říše a osoba, na kterou je soustředěna pozornost světa, se nemá vystavovat nebezpečí. Císař mu poděkoval za starost, ale nenechal se odvrátit od svých plánů. Poslední pokus o zastavení císaře podnikl sekretář úřadu dohledu při odchodu armády z města, když se vrhl před císařův palankýn, ani on neuspěl.
Dne 3. srpna Esenovo vojsko rozdrtilo špatně zásobenou mingskou armádu u Jang-che, už na čínském území. Týž den Jing-cung pověřil mladšího bratra Ču Čchi-jüa, knížete z Čcheng, správou metropole po dobu tažení, přičemž mu přidělil čtyři pomocníky, zastupující nejdůležitější mocenské skupiny. Císařský rod reprezentovala Ťiao Ťing, jedna z císařových manželek; palácové eunuchy Ťin Jing (vedoucí ředitelství obřadů a v nepřítomnosti Wang Čena nejvýše postavený eunuch); vládu ministr Wang Č’ a čtvrtým byl velký sekretář Kao Ku. Všechna významnější rozhodnutí měla počkat na císařův návrat.
Přes dlouhodobé zhoršování bezpečnostní situace císař před svým náhlým rozhodnutím nepodnikl předběžné přípravy. Vojáci tak měli na přípravu k pochodu pouze několik málo desítek hodin mezi 1. a 4. srpnem. Císaře kromě věrného Wang Čena doprovázelo na dvacet zkušených generálů, vesměs držitelů šlechtických titulů, a stejný počet vysoce postavených úředníků, doprovázených stovkami níže postavených hodnostářů. Faktickým vrchním velitelem byl Wang Čen. Celkový počet členů expedice je obvykle odhadován na půl miliónu, podle údaje jednoho soudobého zdroje, reálně však byl výrazně menší. I za optimálních podmínek by bylo obtížné takovou armádu zásobovat, jednotky však byly narychlo shromážděné, špatně zásobené a nekompetentně vedené, což nakonec vedlo ke katastrofě.

### Císařovo tažení
Z Pekingu armáda vyrazila 4. srpna  a vytáhla na průsmyk Ťü-jung. Cílem byl krátký, rychlý pochod na západ, přes Süan-fu do Ta-tchungu, rychlé tažení ve stepi, a návrat do Pekingu jižní cestou (aby nebyl kraj podél cesty Peking–Süan-fu–Ta-tchung neúměrně poničen dvojím průchodem vojska) přes Jü-čou a průsmyk C’-ťing.
Od prvního dne vládl v armádě zmatek a nepořádky. Vojáci pochodovali v neustávajícím hustém dešti. Do Süan-fu Jing-cung přibyl po sedmi dnech, zdržen bouří. Mnozí ho prosili, aby se vrátil, v Süan-fu i předtím v Ťü-jung-kuanu, ale Wang Čen radil pokračovat. Dne 12. srpna už někteří hodnostáři diskutovali o zavraždění Wang Čena a návratu císaře, ale nesebrali odvahu k realizaci plánu.
Dne 16. srpna vojsko přišlo na bojiště u Jang-che a nalezlo těla obětí bitvy. Ta-tchungu císař dosáhl 18. srpna. Na cestě zemřelo více vojáků hlady než v důsledku srážek s nepřítelem. V Ta-tchungu zprávy tamních velitelů a informace z okolních pohraničních posádek přesvědčily Wang Čena, že pokračování tažení do stepi by bylo nebezpečné. Proto byla výprava prohlášena za vítěznou a 20. srpna se otočila na cestu zpět. Disciplína vojska se již začala rozkládat. Wang Čen se obával, že průchod vojska postihne jeho panství v Jü-čou, proto prosadil návrat stejnou cestou, jakou armáda přišla.
Vracející se vojsko přišlo do Süan-fu 27. srpna. O tři dny později, 30. srpna, Mongolové východně od Süan-fu napadli a zničili zadní voj mingské armády. Vzápětí v Jao-er-lingu zničili nový čtyřicetitisícový zadní voj tvořený jízdou pod vedením generála Ču Junga. Dne 31. srpna se mingská armáda utábořila u poštovní stanice v Tchu-mu. Wang Čen odmítl návrh ministrů, aby si císař našel útočiště v opevněném městě Chuaj-laj, pouhých 10,5 km vpředu, patrně protože se nechtěl odloučit od svých zavazadel. V Tchu-mu armáda neměla zdroj vody k uhašení žízně mužů a napojení koní.

### Porážka a zajetí císaře
Esen poslal předsunuté jednotky odříznout Číňanům přístup k řece jižně od čínského tábora. Do rána 1. září jeho síly obklopily Číňany. Wang Čen odmítl všechny nabídky k jednání a nařídil zmatené mingské armádě postup k řece. Následovala bitva mezi dezorganizovanou mingskou armádu a předvojem mongolského vojska, Esen sám se bitvy neúčastnil. Boje se účastnilo pouze 20 tisíc Mongolů, ale hladoví a žíznící mingští vojáci prakticky nekladli odpor. Mingská armáda byla rozprášena. Mongolové získali obrovské množství zbraní i výstroje a zabili množství čínských vojáků. Padli všichni vysoce postavení hodnostáři, dva vévodové, dva markýzové, pět hrabat, několik generálů, a stovky úředníků, včetně starého generála Čang Fua a velkých sekretářů Cchao Naje a Čang Iho. Později po znovuobsazení oblasti v ní mingské oddíly posbíraly desítky tisíc kusů střelných zbraní a zbroje a další vybavení.
V bitvě se tělesná stráž císaře pokusila vyvést ho z boje, ale nepodařilo se. Ve skrumáži jeden z mingských důstojníků zabil Wang Čena. Císař byl zajat a 3. září odveden do mongolského tábora nedaleko Süan-fu. Esen se rozhodl ho nezabít a než uváží, jak s ním naloží, informovat mingskou stranu.

### Následky
Císařovna vdova Sun a císařovna Čchien, stojící v čele dvora, se o bitvě a zajetí císaře dozvěděly v noci z 2. na 3. září. Ihned vyslaly poselství s dary pro Esena. Vládním úředníkům informaci sdělili eunuchové stojící v čele Ředitelství obřadů Ťin Jing a Sing An. Nastala panika, protože v pekingské posádce zůstalo méně než 100 tisíc vojáků a osud Ta-tchungu a Süan-fu byl nejistý. Eunuchové volali po muži s reputací a jasnou myslí.
Vážený a respektovaný Sü Čcheng, rodák ze Su-čou známý zběhlostí ve vojenské strategii a obeznámeností se situací na hranicích, navrhl dočasné přemístění hlavního města na jih, aby bylo dále od nepřátel a zmařena možnost překvapivého útoku. Ministr obřadů Chu Jing oponoval Süovu plánu a jako bývalý Jung-leho důvěrník bránil Jung-leho odkaz: argumentoval, že nelze opustit hrobky císařů Jung-leho a Süan-teho a že potomci jsou povinni držet se vůle předků. V tuto chvíli (3. září) se hlasitě ozval náměstek ministra války Jü Čchien. Prohlásil, že kdo navrhuje odchod na jih, zaslouží popravu. Což zchladilo panikařící úředníky. Jü Čchiena podpořili přední eunuchové a velcí sekretáři Čchen Sün a Šang Lu, čímž získal převahu. Než však mohlo být cokoliv uděláno, bylo třeba schválení shora, a to dala císařovna vdova Sun, byť plná obav. I poté, co padlo rozhodnutí zůstat, řada úředníků uprchla na jih, mnozí poslali na jih alespoň své rodiny.
Zatím se Mongolové pokoušeli využít své vzácné kořisti. Přitáhli k Süan-fu a požadovali otevření bran a vstup císaře s doprovodem (totiž mongolskou armádou) do města. Tamní posádka reagovala střelbou. Mongolové poté odtáhli k Ta-tchungu. Císař současně v dalším vzkazu do Pekingu urgoval dodávky zboží pro Mongoly, doufaje, že to je jejich cíl. U Ta-tchungu tamní velitelé také odmítli otevřít brány, i přes rozhořčení popuzeného císaře, a to paradoxně s odvoláním na císařské rozkazy. Přítomný oblastní velitel Liou An se dokonce odvážně vydal do mongolského tábora, kde se setkal s císařem. Poté se k císaři z města vypravila řada úředníků a důstojníků. Město však vydáno nebylo, Liou An pouze předal císaři tamní rezervu stříbra (140 tisíc liangů) kterou Jing-cung rozdal mezi mongolské náčelníky.
Dne 4. září ministr Wang Č’ oslovil císařovnu vdovu s žádostí o souhlas s pověřením knížete z Čcheng řízením vlády. Souhlasila, ale omezila jeho pověření označením za mimořádné a dočasné. Současně prosadila povýšení dvouletého Ču Ťien-šena, nejstaršího syna zajatého císaře, na korunního prince. Korunní princ byl jmenován 6. září.
Politickou iniciativu nyní strhl do svých rukou Jü Čchien. Jako nejvýše postavený úředník na ministerstvu vojenství řídil obranné přípravy. Prosadil přepravu obilí ze sýpek v Tchung-čou u Pekingu, kde byla téměř polovina zásob zrna. Kníže z Čcheng podpořil i Jüův plán na shromáždění vojenských oddílů z blízkých provincií i jihu a odvodů v metropolitní oblasti. Dne 7. srpna byl Jü jmenován ministrem vojenství. Téhož dne byli pohraniční velitelé varováni před zneužitím císařských insignií a odznaků a velitelé v Ta-tchungu (kteří v duchu tohoto příkazu už jednali) před odpovídáním na žádosti císaře.

## Nástup nového císaře a uklidnění situace
Pekingští hodnostáři pociťovali potřebu jasné autority a od 15. září vyzývali knížete z Čcheng k převzetí císařské hodnosti. Kníže se zdráhal, ale nakonec ustoupil a 17. (či 23.) září nastoupil na trůn jako císař Ťing-tchaj. Bratra prohlásil „nejvyšším císařem“ (太上皇帝, tchaj-šang chuang-ti, což byl formálně vyšší, ale jen čestný titul nepřinášející žádnou moc). Protestoval pouze jeden hodnostář, který za to zaplatil životem.
Jü Čchien k obraně Pekingu stáhl 80 tisíc vojáků ze Süan-fu a další z Liao-tungu, navíc povolal zálohy se severní Číny, včetně dopravních a výcvikových útvarů a jednotek pobřežní stráže. Poté jmenoval nové velitele a uspořádal obranu. Zatím Esen znovu přitáhl před Ta-tchung. Tentokrát vystupoval jako obhájce práv Jing-cunga na trůn, ale byl odmítnut, odmítla ho i posádka v Jang-che. Poté vytáhl na Peking, stále s cílem dosadit Jing-cunga na trůn. Obránci průsmyku C’-ťing zadrželi mongolskou armádu na několik dní, než podlehli přesile, a tak se Esen dostal k Pekingu až 27. října. Jü Čchien měl nyní k dispozici 220 tisíc mužů proti 70 tisícům Mongolů. Mongolové zaútočili, ale po pětidenních bojích pochopili, že nemají sílu k dobytí města, a vrátili se do vlasti. Po Esenově odchodu od Pekingu mingské oddíly vyhnaly z Číny i ostatní menší mongolské oddíly. Po nijakém výsledku Esenova tažení se mongolská jednota začala rychle začala rozkládat; už několik dnů po Esenově odchodu od Pekingu vyslal chán Togto Buka do Pekingu vyslance s tributem.
V následujících týdnech Mongolové pokračovali v pohraničních nájezdech, někdy se jich účastnily i početné oddíly. Mingská armáda, řízená z Pekingu Jü Čchienem, reagovala posílením obrany průsmyků, současně mingská jízda čistila pohraniční stepi. Operace mingských vojsk neměly výrazné výsledky, avšak byly náročné na zásobování, protože zázemí bylo poničené.
Esen poté nabídl propuštění Jing-cunga, ovšem císař Ťing-tchaj nejdříve chtěl posílit svou pozici v paláci a ve vládě a s bratrovým návratem nespěchal. Jing-cung se proto mohl vrátit až v září 1450. V zajetí zůstal dvanáct a půl měsíce. Ojrati se k němu chovali korektně a do Číny se vrátil jako jejich přítel. Po návratu Jing-cunga do vlasti se jím Ťing-tchaj cítil ohrožen, přikázal mu k pobytu Jižní palác v Zakázaném městě a omezil jeho kontakty s vnějším světem. Fakticky se Jing-cung nacházel v domácím vězení.

## Důsledky
Ačkoliv bezprostřední dojem z prohrané bitvy a zajetí císaře byl drtivý, opevněná města se proti Mongolům držela bez problémů a Mongolové proto nebyli schopni trvale obsadit nějaké území. Krize nevedla k teritoriálním změnám a vzájemné vztahy po několika měsících zapadly do starých kolejí.
Cílem Mongolů nebyly teritoriální zisky, ale ustavení bezproblémových obchodních svazků s Čínou. Esen proto záhy po bitvě navázal korektní vztahy s mingskou říší. Za neschopnost využít vítězství k výraznějším ziskům byl Esen v Mongolsku široce kritizován a jeho autorita byla otřesena. Roku 1453 se sice prohlásil chánem, ale už o dva roky později zahynul.
Tchumuská krize vyvolala rozsáhlou reorganizaci mingských úřadů a armády. Na úspěchu těchto změn se zakládala relativní stabilita říše Ming ve zbytku 15. století.